# Pinus cembroides
Pinus cembroides är en tallväxtart som beskrevs av Joseph Gerhard Zuccarini. Pinus cembroides ingår i släktet tallar, och familjen tallväxter.
Denna tall förekommer från delstaterna Arizona, Texas och New Mexico i sydvästra USA över stora delar av Mexiko (inklusive halvön Baja California) fram till delstaten Puebla. Trädet växer i halvöknar, i torra blandskogar och i barrskogar. Utbredningsområdet ligger 800 och 2800 meter över havet. Den årliga nederbördsmängden i regionen ligger mellan 380 och 650 mm. I torra områden hittas Pinus cembroides oftast tillsammans med arter av ensläktet, med Pinus nelsonii, med Pinus pinceana, med ekar samt med arter av palmliljesläktet, av agavesläktet, av opuntiasläktet, av mjölonsläktet, av släktet Ceanothus och av smultronträdssläktet. Arten växer i mer fuktiga zoner bredvid ekar och intill Pinus arizonica, Pinus engelmannii, Pinus leiophylla och Pinus pseudostrobus. Fröspridningen utförs ofta av kråkfåglar från släktet Aphelocoma och av tallskrika.
För beståndet är inga hot kända. Hela populationen anses vara stabil. IUCN kategoriserar arten globalt som livskraftig.

## Underarter
Arten delas in i följande underarter:
- P. c. lagunae
- P. c. orizabensis

## Bildgalleri

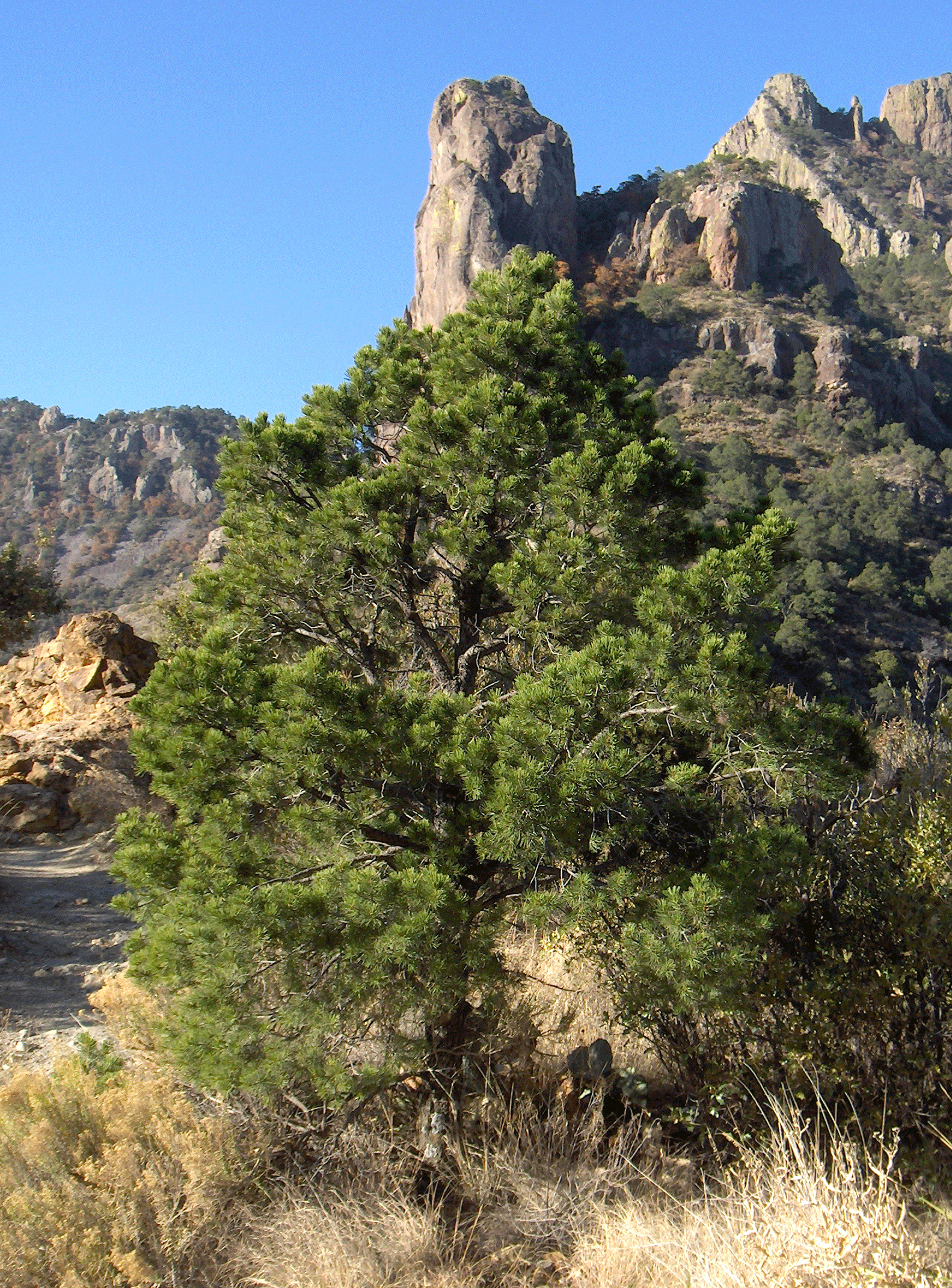
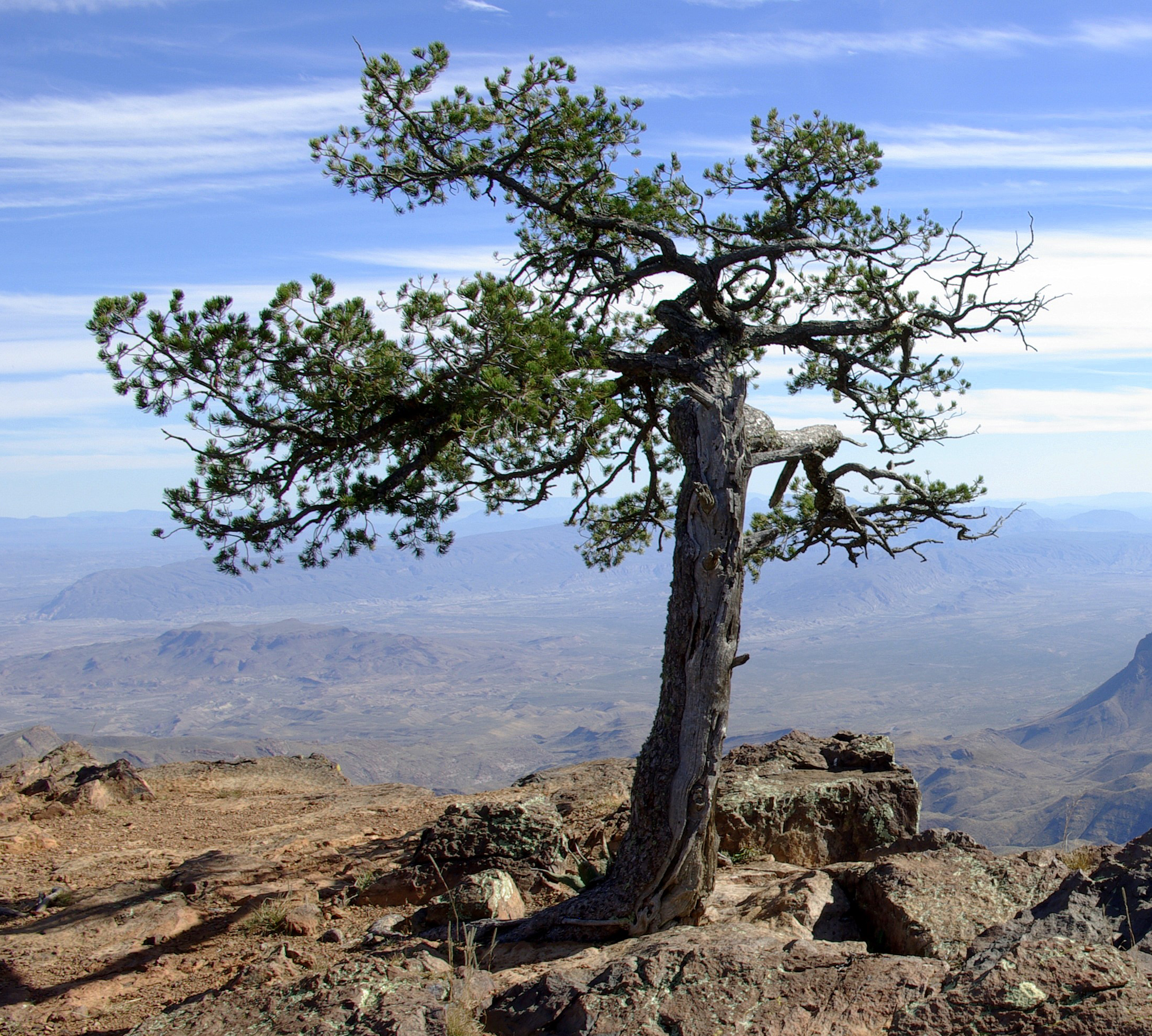
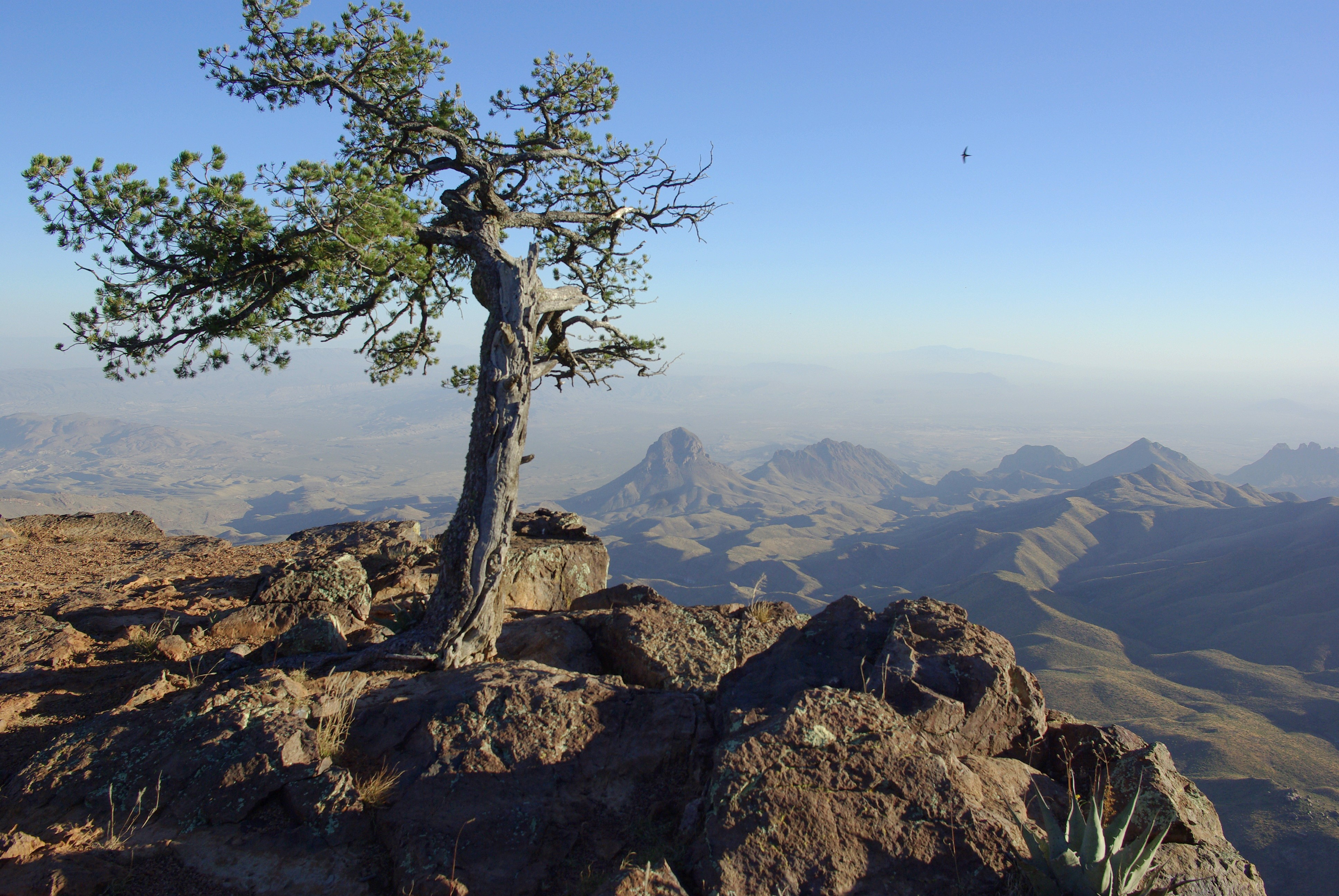
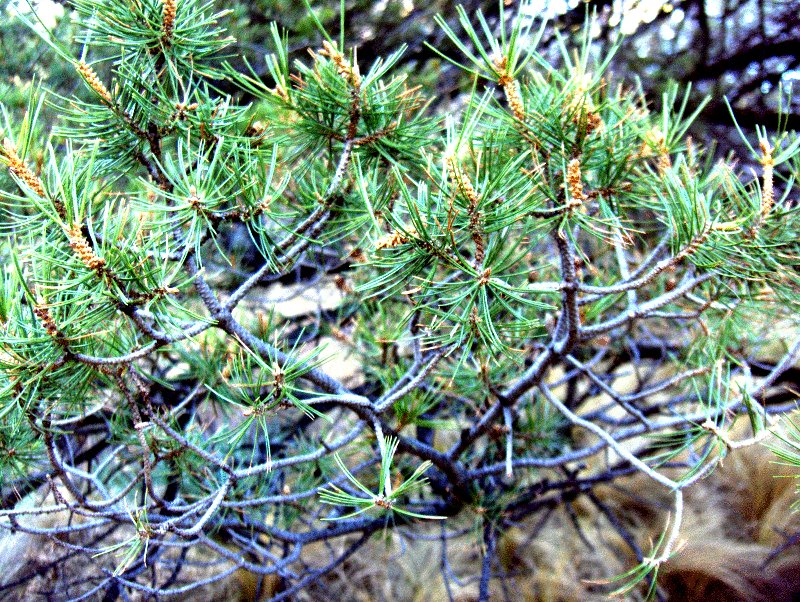
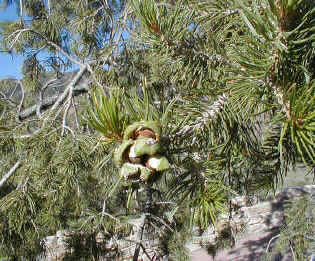